# David Ulm
David Ulm (Wissembourg, Francia, 30 de junio de 1984) es un futbolista francés que juega de mediocampista. Actualmente integra el plantel del Arminia Bielefeld, de la 2. Bundesliga.

## Clubes
| Club                      | País     | Año           | PJ  | Goles |
| ------------------------- | -------- | ------------- | --- | ----- |
| Racing de Estrasburgo "B" | Francia  | 2000 - 2005   |     |       |
| FC Mulhouse               | Francia  | 2005 - 2006   |     |       |
| SF Siegen                 | Alemania | 2006 - 2007   |     |       |
| FSV Frankfurt             | Alemania | 2007-2009     | 15  | 1     |
| Kickers Offenbach         | Alemania | 2009-2010     | 32  | 8     |
| SV Sandhausen             | Alemania | 2010-2014     | 110 | 15    |
| Arminia Bielefeld         | Alemania | 2014-presente | 70  | 13    |